# Three Days of Christmas
Three Days of Christmas (zu deutsch drei Tage Weihnachten; Originaltitel Días der Navidad, zu deutsch Weihnachtstage) ist eine dreiteilige spanische Drama-Miniserie von Pau Freixas, die am 6. Dezember 2019 auf Netflix veröffentlicht wurde.
Sie zeigt drei Weihnachten im Leben von vier Schwestern zu verschiedenen Jahrzehnten, wodurch sie jeweils von drei verschiedenen Schauspielerinnen verkörpert werden, darunter im höheren Alter die vier ausgezeichneten Schauspielgrößen Ángela Molina, Charo López, Victoria Abril und Verónica Forqué.

## Hintergrund
Netflix kündigte am 6. Februar 2019 fünf neue spanische Originalproduktionen an, darunter Días de Navidad als weibliche Miniserie. Diese wurde von Pau Freixas entwickelt, gemeinsam mit Clara Esparrach geschrieben, und von Freixas inszeniert. Die Produktion übernahm die spanische Firma Filmax. Nachdem am 8. November ein Teaservideo erschien, wurde die dreiteilige Miniserie am 6. Dezember veröffentlicht. Von Freixas’ Konzept wurde die deutsche Katharina Eyssen zu der ebenfalls dreiteiligen Miniserie Zeit der Geheimnisse inspiriert, die vor Three Days of Christmas bereits im November 2019 erschien.

## Handlung
Jede Folge beginnt und schließt mit einem Off-Kommentar der Schwester Maria im hohen Alter als Erzählerin.

### Folge 1
Die Familie lebt in einem Haus abgeschieden in einem Tal zwischen Bergen und einem Wald. Bei dem Weihnachten dieser Folge, das nach dem Zweiten Weltkrieg 1949 in der Diktatur Francos stattfindet, sind die Töchter Teenager.
Während die Erwachsenen mit Weihnachtsvorbereitungen beschäftigt sind, ist die jüngste Tochter Maria zum See Eislaufen gegangen. Als ihre Schwestern Esther und Adela sie abholen, begegnen die drei einem von der Polizei verfolgten Mann und seiner Tochter Valentina. Er lässt sie schwören, seine Tochter in ihrem Haus zu verstecken, und verspricht, am Abend zum See zu kommen, um sie zu holen. Sie verstecken Valentina in der Scheune, wo sie in Ohnmacht fällt, weswegen Adela Juan, einen Freund der Mädchen und Arzt, holen soll. Als sie mit ihm unter vier Augen spricht, klärt er auf, dass er nicht sie, sondern eine andere liebt. Esther legt sich Valentinas Medaillon, das ihr Vater ihr zum Abschied gegeben hatte, um, doch als Esthers Vater Mateo es sieht, nimmt er es an sich, weil es offenbar ihrer Mutter Isabel gehört, die wiederum sagt, sie habe es vor langer Zeit verloren.
Nachdem Onkel Rafael mit seiner Freundin Colette angekommen ist, gibt es das Weihnachtsessen, bei dem Colette behauptet, der Polizeichef habe den gesuchten Mann umgebracht. Da platzen Juan und Valentina in das Haus, sodass die Schwestern erklären müssen, wer sie ist, worauf die Erwachsenen uneinig sind, ob sie der Polizei übergeben oder versteckt werden soll. Überraschend kommt Polizeichef Manuel zu Besuch, der den Verdacht hat, dass sie das Mädchen verstecken. Als er den Esstisch zerschießt und ihren Vater bedroht, scheint Adela die Wahrheit zu beichten, dass sich das Mädchen im Obergeschoss befinde. In Wahrheit war sie unter einem anderen Tisch versteckt und die Mädchen laufen mit ihr auf den See. Manuel bedroht sie auf dem See mit einer Pistole, doch unter ihm bricht das Eis ein und er fällt ins Wasser, worauf die Mädchen und die Erwachsenen am Ufer warten, bis er ertrunken ist.

### Folge 2
Die Erzählerin fasst zusammen, dass sie noch monatelang mit Valentina zum See gegangen waren, bis ihnen klar war, dass ihr Vater nicht kommen würde, worauf sie schließlich ein Teil der Familie wurde. In dem Weihnachten dieser Folge, etwa zwanzig Jahre später, sind sie Erwachsene mittleren Alters mit Partnern und/oder Kindern. Esther hat eine Tochter Lorena, die nicht weiß, wer ihr Vater ist; Adela, die mit dem Sohn des Polizeichefs verheiratet ist, hat drei Kinder und ist wieder schwanger; Valentina ist, nachdem ihre Schwestern ausgezogen sind, im Haus geblieben und hat den Arzt Juan geheiratet, der das Haus endlich verlassen und eine eigene Familie gründen will. Zuletzt kommt Maria alleine, von der Adela sich wundert, wo ihr französischer Freund ist.
Ihre Mutter, um die sich Valentina und Juan kümmern, liegt dieses Jahr im Sterben, doch sie erscheint plötzlich im Esszimmer und will mit ihren vier Töchtern alleine sprechen, um ihnen ein Geheimnis zu erzählen. Vor vielen Jahren, als die Schwestern klein waren, hatte sie einen anderen Mann kennengelernt und geliebt. Schließlich wollte sie mit ihm weggehen, aber konnte es ihrer Familie wegen nicht über sich bringen. Sie bittet nun die Schwestern, diesen Mann herzuholen, und gibt ihnen die Adresse, worauf sie schwach zusammenbricht. Maria will den letzten Wunsch ihrer Mutter erfüllen, Adela wiederum ihren Vater schützen, sodass Maria ihr vorwirft, Antonio nur aus Schuld geheiratet zu haben. Damit ihr nicht das Gleiche passiert wie ihrer Mutter, bittet Esther Juan, Valentina zu verlassen, und erzählt, dass Lorena seine Tochter ist, was er nicht glaubt. Als Adela sich mit dem Brief der Adresse in die Scheune sperrt, will Maria Antonio die Wahrheit über den Tod seines Vaters erzählen.
Da kommt plötzlich Sofia an, angeblich die Cousine von Marias Freund. In Wahrheit ist sie Marias Partnerin, was diese der Familie nicht erzählen will. Als Valentina Mateo sagt, er solle seine Frau ein letztes Mal sehen, entscheidet er stattdessen, herauszugehen, um ihren letzten Wunsch zu erfüllen, der etwas mit Valentina zu tun haben soll. Diese erkennt, dass er von der Affäre wusste und ihr verziehen hat. Während Sofia mit Maria im Bad ist, kommt Antonio herein und belästigt sie, worauf Maria ihn angreift, sodass er erkennt, dass sie zusammen sind. Er verlässt mit seinen Kindern das Haus und bezeichnet die beiden als widerwärtig. Nachdem Valentina Isabel gefragt hat, was der Geliebte mit ihr zu tun hat, wonach Isabel schließlich verstirbt, verlässt auch sie das Haus, gerade als im Auto Mateo und der Geliebte ankommen, Valentinas Vater, der bei dem Weihnachten damals inhaftiert worden war. Valentina flieht daraufhin und die Erzählerin sagt, sie sei für Jahre nicht zurückgekehrt.

### Folge 3
Das Weihnachten dieser Folge findet um die dreißig Jahre später statt.
Valentina wird in eine Klinik gerufen, weil Esther einen Selbstmordversuch unternommen hat; diese will nicht, dass ihre Schwestern und Lorena, die sie seit vier Jahren nicht gesehen hat, davon erfahren, aber zum Haus gefahren werden, weil Maria etwas Wichtiges erzählen wolle. Als Erzählerin sagt Maria, dies werde ihr letztes Weihnachten, weil sie nur noch sechs oder acht Monate zu leben habe. Sie kommt mit Sofia im Haus bei ihrem Vater an, der nicht mehr spricht. Indes setzt Adela ihren senilen Mann Antonio an der Bushaltestelle aus, weil sie ihn nicht mehr erträgt, und sagt ihm als letztes noch die Wahrheit über den Tod seines Vaters. Da kommen ihre Kinder und Enkel an, denen gegenüber sie behauptet, er schlafe noch, sowie Esther und Valentina, die eigentlich nicht bleiben will. In einer Rede präsentiert Maria Sofia als ihre Partnerin und macht ihr einen Heiratsantrag, worauf diese nur aus dem Raum geht. Unter vier Augen konfrontiert sie Maria damit, dass sie von deren Krankheit weiß, und geht im Streit weg. Antonio kommt zurück und wird von Adela in die Scheune geführt, wo er sie in Anwesenheit Esthers schlägt. Als Maria und Valentina dazukommen, bindet Adela Antonio gerade fest. Da will Valentina wieder fahren, aber vorher erzählt Esther ihr, dass Mateo ihren Vater jedes Jahr zu Weihnachten eingeladen hatte, um auf sie zu warten, und seit ihrem Weggang nicht mehr gesprochen hat.
Mittlerweile hat Adelas Familie entdeckt, dass ihr Vater nicht da ist und sich auf Suche begeben. Nachdem Adela sie zum See gelockt hat, wird der mit Alkohol abgefüllte Antonio wie schlafend auf dem Sofa platziert. Die Schwestern halten ihn allerdings für tot. Sofia kehrt zurück und nimmt Marias Antrag, was die Familie beklatscht, als gerade Antonio zur Überraschung der Schwestern aufsteht. Er schreit, dass Adela ihn ausgesetzt hat, was sie als wirres Zeug abtut, und beleidigt sie als Hure, was Mateo dazu bringt, etwas zu sagen (im Original): „Basta!“ (in der deutschen Fassung: „Jetzt ist Ruhe!“) Zuerst täuscht Esther eine Beichte vor und behauptet, sie und Maria hätten Antonio bei einer Spazierfahrt aus den Augen verloren; dann tut Valentina, als gebe sie zu, dass sie mit ihm an der Bushaltestelle gestritten habe und er nicht mehr zurückgehen wollte. Um zu verhindern, dass Valentina daraufhin geht, rückt Adela endlich mit der Wahrheit heraus: dass sie Antonio nie geliebt habe, wie sie dem Polizeichef nicht geholfen haben, dass sie Antonio ausgesetzt hat und die Scheidung will. Schließlich erscheint auch Lorena mit Esthers Enkelin.

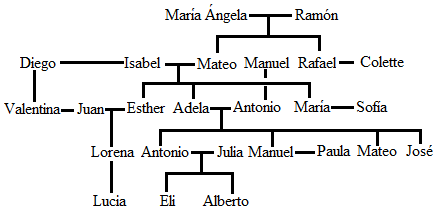
Stammbaum der Familie mit allen Generationen zum Ende der dritten Folge

## Besetzung und Synchronisation
Die deutschsprachige Synchronisation entstand nach einem Dialogbuch und unter der Dialogregie von Daniel Montoya durch die Interopa Film GmbH.
| Rolle           | Darsteller        | Darsteller        | Darsteller       | Synchronsprecher       | Synchronsprecher       | Synchronsprecher       |
| Rolle           | Folge 1           | Folge 2           | Folge 3          | Folge 1                | Folge 2                | Folge 3                |
| Schwestern      | Schwestern        | Schwestern        | Schwestern       | Schwestern             | Schwestern             | Schwestern             |
| --------------- | ----------------- | ----------------- | ---------------- | ---------------------- | ---------------------- | ---------------------- |
| Esther          | Berta Castañé     | Elena Anaya       | Charo López      | Valentina Bonalana     | Susanne Geier          | Isabella Grothe        |
| Adela           | Mariona Pagès     | Anna Moliner      | Verónica Forqué  | Miria Haseney          | Anna Griesebach        | Philine Peters-Arnolds |
| María           | Mar Ayala         | Verónica Echegui  | Victoria Abril   | Nele Zech              | Sarah Riedel           | Anke Reitzenstein      |
| Valentina       | Carla Tous        | Nerea Barros      | Ángela Molina    | Jamie Lee Blank        | Anja Stadlober         | Monica Bielenstein     |
| Weitere Familie |                   |                   |                  |                        |                        |                        |
| Ramón           | Andreu Benito     |                   |                  | Thomas Kästner         |                        |                        |
| María Ángela    | Carme Sansa       |                   |                  | Kornelia Boje          |                        |                        |
| Chef Manuel     | Antonio Dechent   |                   |                  | Erich Räuker           |                        |                        |
| Rafael          | Julio Manrique    |                   |                  | Frank Schaff           |                        |                        |
| Colette         | Sarah Perriez     |                   |                  | Jessica Walther-Gabory |                        |                        |
| Isabel          | Alicia Borrachero | Alicia Borrachero |                  | Schaukje Könning       | Schaukje Könning       |                        |
| Diego           | Gonzalo Cunill    | Gonzalo Cunill    |                  | Otto Strecker          | Otto Strecker          |                        |
| Mateo           | Francisc Garrido  | Francisc Garrido  | Carles Arquimbau | Marcus Off             | Marcus Off             |                        |
| Juan            | David Solans      | Miquel Fernández  |                  | Henning Nöhren         | Sascha Rotermund       |                        |
| Sofía/Sophie    |                   | Nausicaa Bonnín   | Susi Sánchez     |                        | Julia Meynen           | Sabina Trooger         |
| Antonio         |                   | Iván Morales      | Manel Barceló    |                        |                        | Hans-Jürgen Dittberner |
| Lorena          |                   | Mar Ferrer        | Anna Prats       |                        | Clara Drews            |                        |
| Antonio II      |                   | Joel Bramona      | Félix Pons       |                        | Emile Ismailov-Chiriac | Hendrik Martz          |
| Mateo II        |                   | Álvaro García     |                  |                        | Artur Lacdao           |                        |
| Manuel II       |                   | Mario Molero      | Isaac Alcayde    |                        | Karl Lacdao            | Dirk Talaga            |
| José            |                   |                   | Eric Navarro     |                        |                        |                        |
| Julia           |                   |                   | Raquel Salvador  |                        |                        |                        |
| Paula           |                   |                   | Alicia Reyero    |                        |                        | Runa Aléon             |
| Eli             |                   |                   | Marina Castro    |                        |                        | Vivien Gilbert         |
| Alberto         |                   |                   | Nil Gómez        |                        |                        |                        |
| Lucia           |                   |                   | Mia Mataliana    |                        |                        |                        |

## Rezeption
Oliver Armknecht von film-rezensionen.de zieht den Vergleich zu Zeit der Geheimnisse, der deutschen dreiteiligen Weihnachts-Miniserie desselben Jahres, und betont den stärkeren Aspekt des Dramas bei Three Days of Christmas: „War Zeit der Geheimnisse eine über weite Strecken zurückhaltende Serie, die sehr ruhig ihre Geschichte erzählte, da lieben die Spanier das Drama. Subtilität liegt Freixas nicht allzu sehr, er will lieber sehr offen zeigen, was Sache ist und das Publikum mitreißen. Wem der Kollege in der Hinsicht zu blutleer und langsam war, darf sich freuen.“ Die Ambition, Figuren mit mehreren Schauspieler(innen) zu besetzen, müsse man zwar bewundern, bringe aber auch den Nachteil, dass die Figuren jedes neue Mal nicht wiederzuerkennen seien, deren Charakter ohnehin nie wirklich ausgearbeitet sei. So lautet sein Fazit: „geht nicht so wirklich zu Herzen, geht aber auch nicht in die Tiefe, sondern begnügt sich mit oberflächlichem Melodram.“
John-Michael Bond von Daily Dot nennt die Serie eine erfreuliche Überraschung für die Festtagszeit und schreibt: „Während das geringe Budget gelegentlich die Stimmung einer Seifenoper erzeugt, erheben unglaubliche Darstellungen die Produktion.“ Er lobt, dass jede Komplikation hinter einem Geheimnis mit Würde, Zeit und Respekt behandelt wird und niemals zu einem Abschluss gehastet wird.
Greg Wheeler vom Review Geek rezensiert, die Serie „ist ein angenehmes Gemisch aus Ideen, und während diese zwar nicht immer gut funktionieren, gibt es das starke Thema von Schwesternschaft und Familienbande, das perfekt ist für die Weihnachtszeit. Es dauert etwas, den emotionalen Kernpunkt zu erreichen, und der Weg zum Finale fühlt sich manchmal überlang an, aber Three Days of Christmas macht das Warten wert, indem die Dinge mit Weihnachtsgüte abgerundet werden.“